# دائرة المعارف: قاموس عام لكل فن ومطلب
دائرة المعارف: قاموس عام لكل فن ومطلب. أول محاولة حديثة في اللغة العربية لإخراج دائرة معارف كبرى. وتكمن أهميتها اليوم في قيمتها التاريخية، وهي من تأليف اللبناني بطرس البستاني، وتقع في 11 جزءًا، ولا يزيد مجموع صفحاتها عن 8,800 صفحة. وقد صدرت عن دار المعرفة - لبنان. وهي مرتبة حسب الألفبائية لكنها غير كاملة، فهي تقف عند حرف العين وآخر مادة في جزئها الحادي عشر هي مادة عثمان باشا الغازي.